# Kyowaan Hoshi
Kyowaan Hoshi (星 キョーワァン Hoshi Kyowaan?), född 25 juni 1997 i Tochigi prefektur, är en japansk fotbollsspelare.
Hoshi började sin karriär 2020 i Yokohama FC. 2021 flyttade han till Matsumoto Yamaga FC.